# Heinz Lanker
Heinz Lanker (* 4. August 1916 in Altona, heute Ortsteil von Hamburg; † 11. August 1978 in Hamburg) war ein deutscher Schauspieler, Hörspielsprecher und Theaterregisseur.

## Biografie
Lanker kam 1916 in der damals noch selbstständigen Gemeinde Altona (Schleswig-Holstein) zur Welt. Seine Ausbildung zum Schauspieler absolvierte er bei Willy Maertens, der lange Jahre auf der Bühne des Thalia Theaters stand und später dessen Intendant wurde.
Lanker bekam sein erstes Engagement 1945 von Richard Ohnsorg an die Niederdeutsche Bühne Hamburg, die später in Ohnsorg-Theater umbenannt wurde. Hier fühlte er sich schnell heimisch und erlangte als Charakter-Komiker alsbald große Popularität. Er wurde zum Volksschauspieler, im besten Sinne des Wortes. Er war einer der meistbeschäftigten Darsteller des Hauses und führte auch häufig Regie. Als der NDR anfing, Aufführungen aus dem Ohnsorg-Theater bundesweit im Fernsehen zu übertragen, wurden Lanker und seine Kollegen schnell zu Publikumslieblingen. Die Fernsehzuschauer erlebten ihn in vielen großen und kleinen Rollen. Zu den Hauptdarstellern gehörte er beispielsweise in den Komödien In Luv und Lee die Liebe und Opa wird verkauft, beide aus dem Jahre 1961. Als der reiche Herr Seefeldt in Tratsch im Treppenhaus konnte man ihn in zwei verschiedenen Aufführungen erleben, einmal 1962 und zum anderen 1974. Das Gleiche gilt auch für Der Bürgermeisterstuhl (1962 und 1969) sowie für Das Herrschaftskind (1955 und 1972).
In den 1960er-Jahren trat er auch in zwei Spielfilmen auf. In beiden Filmen war das Ohnsorg-Ensemble mit von der Partie. In dieser Zeit schrieb Heinz Lanker seine einzige niederdeutsche Komödie unter dem Titel Blomen un Unkruut, welche an seiner Stammbühne erfolgreich uraufgeführt wurde.
Beim Hörfunk war er häufig als Regisseur und Sprecher im Einsatz, vor allem bei zahlreichen Mundart-Hörspielen des NWDR Hamburg und dessen Rechtsnachfolger dem Norddeutschen Rundfunk. Auch in der, für den Schulfunk zwischen 1955 und 1985 produzierten Sendereihe Neues aus Waldhagen sprach er die Rolle des Gastwirtes Eduard Grothe.

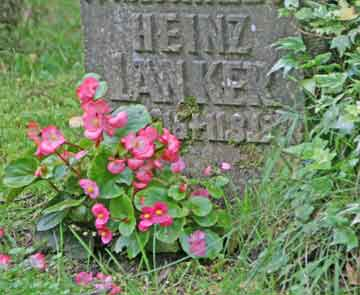
Grabstätte von Heinz Lanker auf dem Friedhof Ohlsdorf

Darüber hinaus trat er in populären Unterhaltungssendungen auf, wie z. B. in der Haifischbar.
Am 31. Mai 1970 feierte er mit der Erstaufführung des Stückes Als die Römer frech geworden sein 25-jähriges Bühnenjubiläum am Ohnsorg-Theater. Er blieb seiner Bühne bis zu seinem frühen Tod am 11. August 1978 treu. Seine Grabstätte befindet sich auf dem Friedhof Ohlsdorf in Hamburg.

## Aufzeichnungen aus dem Ohnsorg-Theater
- 1955: Das Herrschaftskind (Rudolf) – Regie: Hans Mahler, mit Walter Scherau, Heidi Kabel, Vera Gruber, Georg Pahl
- 1958: Zwei Kisten Rum (Hinnerk Küpers), Regie: Hans Mahler, mit Erna Raupach-Petersen, Walter Scherau, Hilde Sicks
- 1961: Opa wird verkauft (Hannes Kulenkamp) – Regie: Günther Siegmund, mit Henry Vahl, Edgar Bessen, Christa Wehling, Karl-Heinz Kreienbaum, Erna Raupach-Petersen, Ruth Rastedt
- 1961: In Luv und Lee die Liebe (Hollesen, Steuermann) – Regie und Hauptdarsteller: Hans Mahler, mit Walter Scherau, Günther Siegmund, Jochen Schenck, Erna Raupach-Petersen, Ruth Rastedt
- 1962: Schweinskomödie (Anton Borchers) – Regie: Hans Mahler, mit Walter Scherau, Christa Wehling, Jochen Schenck, Ernst Grabbe
- 1962: Der Bürgermeisterstuhl (Bürgermeister Hein Bohnsack) – Regie: Hans Mahler, mit Günther Siegmund, Otto Lüthje, Henry Vahl, Heidi Kabel, Christa Wehling – (Neuaufnahme in Farbe: 1969)
- 1963: Vater Philipp (Herr Lefort) – Regie: Hans Mahler, mit Henry Vahl, Heidi Kabel, Edgar Bessen, Gisela Wessel, Hanno Thurau, Rainer Garbas
- 1966: Tratsch im Treppenhaus (Herr Seefeldt) – Regie: Hans Mahler, mit Henry Vahl, Erna Raupach-Petersen, Heidi Kabel, Edgar Bessen, Gisela Wessel, Ernst Grabbe
- 1966: Die Königin von Honolulu (Matrose) – Regie: Günther Siegmund, mit Otto Lüthje, Jochen Schenck, Erna Raupach-Petersen, Werner Riepel
- 1966: Nichts gegen Frauen (Emil Detlevsen) – Regie: Hans Mahler, mit Ernst Grabbe, Werner Riepel, Edgar Bessen, Heidi Kabel, Heidi Mahler
- 1970 Mensch sein muss der Mensch(Pastor Petersen)-Regie Alfred Johst und Hans Mahler, mit Werner Riepel, Edgar Bessen, Heini Kaufeld, Heidi Mahler, Hilde Sicks, Henry Vahl, Gisela Wessel
- 1972: Das Herrschaftskind – Regie: Günther Siegmund, mit Werner Riepel, Heidi Kabel, Heidi Mahler, Rudolf Möller
- 1972: Zwei Engel (Dr. Schäfer) – Regie: Günther Siegmund, mit Heidi Kabel, Heidi Mahler, Jürgen Pooch, Werner Riepel,
- 1973: Rund um Kap Hoorn (Detektiv Falkenoog) – Regie: Jochen Schenck, mit Jürgen Pooch, Werner Riepel, Karl-Heinz Kreienbaum, Heidi Kabel, Heidi Mahler, Hanno Thurau, Fritz Hollenbeck, Ursula Dietz
- 1973: Brand-Stiftung (als Regisseur), mit Werner Riepel, Erna Raupach-Petersen, Heidi Kabel, Herma Koehn, Karl-Otto Ragotzky, Jens-Werner Fritsch
- 1974: Das Sympathiemittel – Regie: Karl-Otto Ragotzky, mit Christa Wehling, Jochen Schenck, Herma Koehn, Ernst Grabbe, Eri Neumann. Fritz Hollenbeck
- 1974: Tratsch im Treppenhaus (Herr Seefeldt) – Regie: Karl-Otto Ragotzky mit Heini Kaufeld, Heidi Kabel, Hilde Sicks, Jürgen Pooch, Herma Koehn, Werner Riepel
- 1976: Wenn der Hahn kräht – Regie: Günther Siegmund, mit Karl-Heinz Kreienbaum, Hilde Sicks, Uwe Dallmeier, Heidi Mahler
- 1976: Die Chefin (Gerdsen) – Regie: Alfred Joost, mit Heidi Kabel, Jürgen Pooch, Karl-Heinz Kreienbaum, Heidi Mahler
- 1977: Rum aus Jamaika (Tönies Dunkmeier) – Regie: Günther Siegmund, mit Hilde Sicks, Ursula Hinrichs, Gisela Wessel, Heidi Mahler
- 1978: Und oben wohnen Engels (Herr Schlüter) – Regie: Günther Siegmund, mit Erna Raupach-Petersen, Jasper Vogt, Herma Koehn, Gisela Wessel, Ernst Grabbe

## Filmografie (Auswahl)
- 1964: Wilhelmsburger Freitag – Regie: Egon Monk
- 1964: Hafenpolizei – Quarantäne
- 1964: Stahlnetz: Rehe – Regie: Jürgen Roland
- 1968: Hafenkrankenhaus, Folge: Sonny und die Kavaliere – Regie: Erich Neureuther
- 1968: Otto und die nackte Welle – Regie: Günther Siegmund
- 1973: Hamburg Transit – Eifersucht

## Hörspiele

### Als Regisseur
- 1959: Anners een ehr Kind – Autor: W. M. Albrechts
- 1959: De Dannboom ward doch brenn – Autorin: Marie Drenckhahn-Bockholt
- 1959: De beiden Frünn – Autor: Gerd Cornelius
- 1961: Üm Gott sien Gaav – Autorin: Gudrun Münster
- 1961: Homunkula – Autor: Christian Holsten
- 1961: Storm in de Nacht – Autor: Hans Hinrich Krohn
- 1962: Op jeden Pott paßt'n Deckel – Autor: Hans Egon Jürgensen
- 1962: Toslaten Döörn (auch Sprecher) – Autor: Ewald Christophers
- 1962: Leentje Marten – Autor: Jan Fabricius
- 1963: Stille Hochtied – Autor: Rudolf Kinau
- 1964: Schatten op'n Weg – Autor: Heinrich Wehmann
- 1965: Ole Kunst un junge Leev – Autor: Otto Karl Weise
- 1966: Steen op'n Weg – Autor: Karl Hermann Cordt
- 1966: De Duppelkur – Autor: Heinrich Deiters
- 1966: Sylvester – Autor: Paul Schurek
- 1968: Solotouren – Autor: Gerd Lüpke
- 1968: Seils in'e Nacht – Autor: Hans Leip
- 1969: De Weg weer wiet – Autor: Walter Volbehr
- 1969: To laat – Autor: Hans-Heinrich Rottgard
- 1970: Dat Testamentexamen – Autor: Walter Kist
- 1972: Lanterne – Autor: Rudolf Kinau
- 1973: De Schrittmaker – Autor: Walter Köster
- 1973: Uteneenleevt – Autorin: Ingeborg Gurr-Sörensen

Datum unbekannt
- Billerhannel – Autor: Walter Kist
- Camper-Korl sien tweten Droom – Autor: Hermann Bärthel
- Dat blifft in de Familje – Autorin: Regine Mittasch
- Dat hest dorvun ... – Autor: Hans Hansen-Palmus
- De Börgermeisterstohl – Autor: Adolf Woderich
- De Dood in’n Appelboom – Autor: Paul Jessen

### Als Sprecher
- 1951: Dat Redentiner Osterspill (Jesus) – Regie: Hans Freundt, mit Erwin Wirschaz, Heinz Ladiges, Günther Dockerill
- 1952: Peter Lurenz bi Abukir (Leutnant zur See Knockhimdaun) – Regie: Hans Freundt, mit Otto Lüthje, Ludwig Meybert, Walter Scherau, Hartwig Sievers
- 1952: Der Quickborn (Klaus Groth) – Regie: Hans Freundt
- 1952: In Luv und Lee die Liebe (Hollesen, Steuermann) – Regie: Hans Freundt, mit Hans Mahler, Walter Scherau
- 1952: Ulenspegel – Kneep (De Baron) – Regie: Hans Freundt, mit Erwin Wirschaz, Georg Pahl, Heini Kaufeld
- 1953: En Swien geiht üm (Sprecher) – Regie: Günter Jansen, mit Otto Lüthje, Magda Bäumken, Hilde Sicks
- 1954: De grote Fraag (Vörsteher, söcht den Utgliek) – Regie: Hans Tügel, mit Marion Lindt, Hartwig Sievers, Heinz Ladiges
- 1954: Dat Leed vun de See (Mann vun de Wacht) – Regie: Günter Jansen, mit Heinz Ladiges, Georg Pahl, Aline Bußmann
- 1955: Een Sylvesterawend (Wachtmeister) – Regie: Günter Jansen, mit Otto Lüthje, Hartwig Sievers, Rudolf Beiswanger
- 1962: Carsten Curator (Nachtwächter) – Regie: Hans Mahler, mit Otto Lüthje, Heidi Kabel, Ruth Rastedt
- 1962: Dat letzt vull Glas (Holst, Vertreter) – Regie: Hans Tügel, mit Hans Mahler, Jochen Schenck, Hartwig Sievers
- 1962: Dat Düvelsspill (Koopmann) – Regie: Hans Tügel, mit Ivo Braak, Hans Fitze, Rudolf Beiswanger
- 1963: De Bremer Stadtmusikanten (Hund) – Regie: Hans Tügel, Jutta Zech, mit Otto Lüthje, Hilde Sicks, Edgar Bessen
- 1977: Dröömverköper (Hermann Dreyer) – Regie: Michael Leinert, mit Wolfgang Schenck, Ruth Bunkenburg, Almut Sandstede, Karla Schütt